# Nokia N75
Il Nokia N75 è un telefono cellulare prodotto dall'azienda finlandese Nokia e messo in commercio nel 2007.

## Caratteristiche
- Dimensioni: 95 x 52 x 20.2 mm
- Massa: 123.5 g
- Risoluzione display: 240 x 320 pixel a 16 000 000 di colori
- Risoluzione display secondario: 160 x 128 pixel a 65 000 colori
- Durata batteria in conversazione: 3 ore
- Durata batteria in standby: 250 ore (10 giorni)
- Fotocamera: 2.0 megapixel
- Memoria: 40 MB
- Bluetooth e infrarossi